# David Austin
David Charles Henshaw Austin (Albrighton, 16 febbraio 1926 – Albrighton, 18 dicembre 2018) è stato un botanico e scrittore britannico.
È stato uno dei più importanti floriclutori di tutti i tempi, il più noto creatore di nuove cultivar e ibridi di rose, di cui 250 cultivar hanno il suo nome. Le rose inglesi David Austin sono famose in tutto il mondo e godono di un gran prestigio.  In Gran Bretagna, nei matrimoni reali ma anche in altri paesi e nei matrimoni di varie celebrità sono state usate le rose della specie “English Roses” create da David Austin. Nato in Gran Bretagna, David Austin ha dedicato 75 anni della sua vita alle rose, passione iniziata dall’adolescenza. Nel 2007 David Austin è stato nominato ufficiale dell'Ordine dell'Impero Britannico.

## Attività nella floricoltura

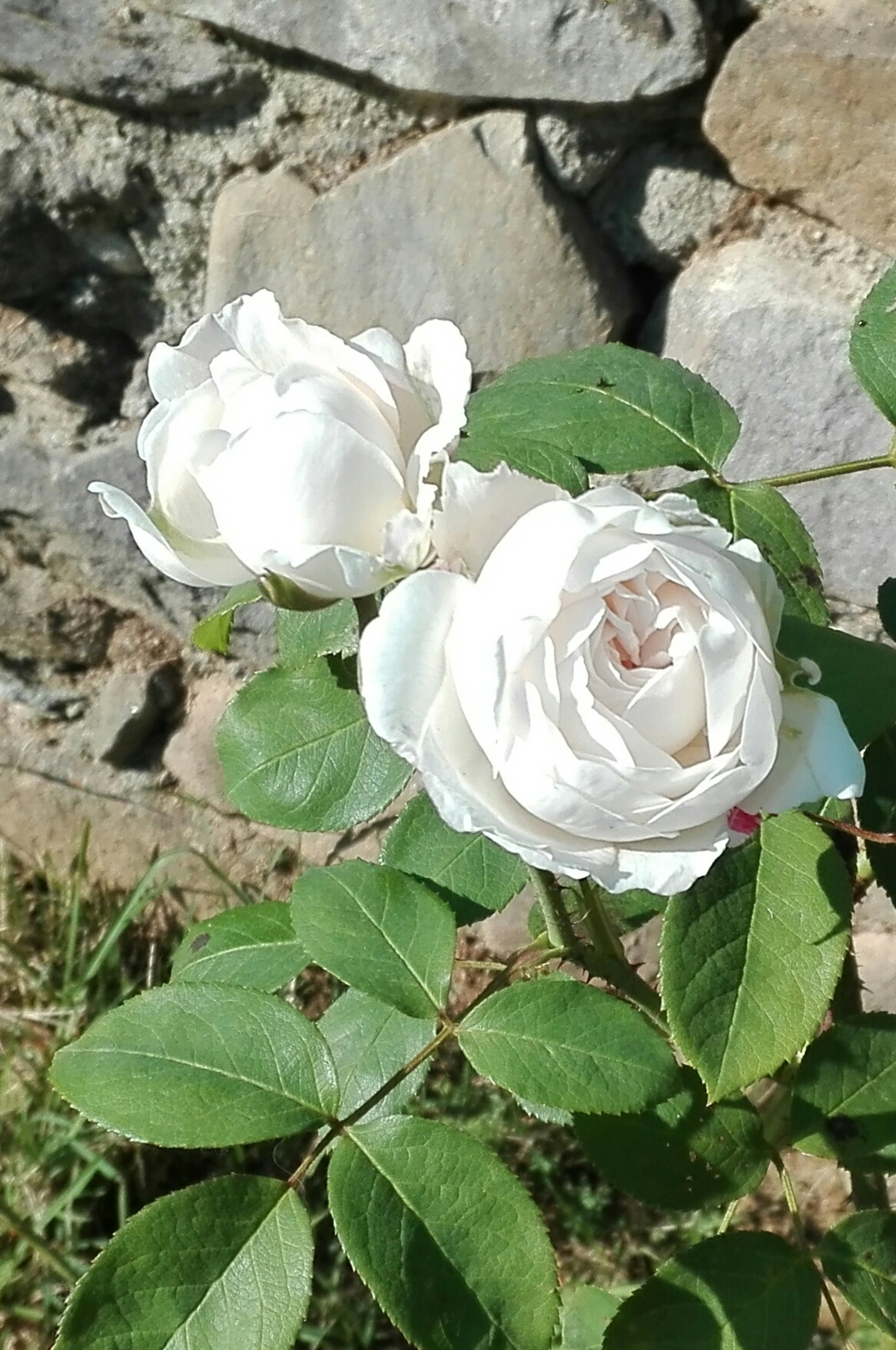
Winchester Cathedral, David Austin, 1984

David Austin ha scoperto la sua passione per le rose negli anni 1930-1940. Egli ha osservato che le rose tradizionali, anche se hanno un profumo incantevole ed un aspetto fenomenale, non hanno la stessa diversità di colori rispetto alle rose ibride, e non si possono moltiplicare allo stesso modo. Allora ha iniziato a dedicare la sua intera carriera a quest’obiettivo: combinare i due tipi di rose, nella ricerca della rosa perfetta.
Le rose create da David Austin sono un mix tra l’aspetto fenomenale ed il forte profumo delle rose tradizionali e l’alta resistenza e la varietà di colori delle specie ibride. Attraverso le 250 specie di rose, David Austin ha offerto fragranza e colore ai giardini ed alle composizioni floreali di tutto il mondo.
Ogni anno, David Austin ha lanciato sul mercato una media di 6 rose create e cresciute da lui dai primi giorni di vita fino all’immissione sul mercato. Ad Austin servivano 9 anni di ricerca e collaudo per ogni rosa. I costi totali per la realizzazione della rosa David Austin- Juliet, per esempio hanno superato il valore di tre milioni di lire. Per questo motivo la rosa Juliet è conosciuta come la rosa di “tre milioni di lire”. Per ogni specie coltivata, David e la sua squadra coltivavano oltre 1200 piantine di rosa, per la ricerca ed il collaudo.

## Premi internazionali

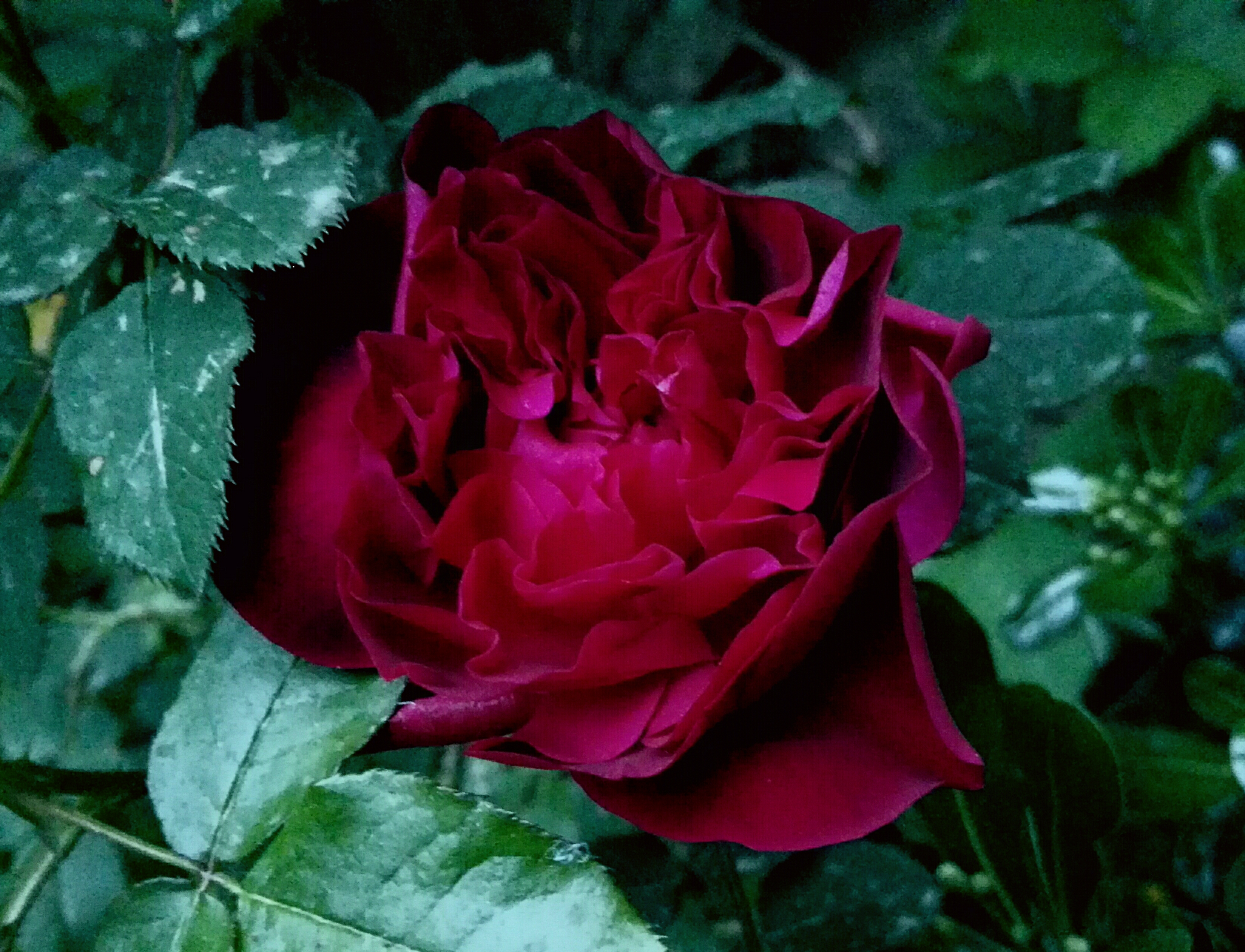
Munstead Wood, David Austin, 2007

Nel 1994 ricevette la Veitch Memorial Medal della Royal Horticultural Society.
Per il riconoscimento del suo contributo allo sviluppo di questa moltitudine di specie di rose, David Austin è stato ricompensato con la medaglia d’oro, durante l’annuale evento Royal Horticultural Society – Chelsea Flower Show. Nel 2007 è stato nominato cavaliere dell’impero Britannico per l’importante contributo nel campo dell’orticoltura. 
Le sue rose hanno ricevuto numerosi premi, essendo votate più volte “Le rose dell’anno” nella Gran Bretagna, ma anche a livello mondiale. Il giardino organizzato da David Austin durante il “Chelsea Flower Show” costituisce un’attrazione per i visitatori. Austin è l’autore di più libri di riferimento scritti in quel campo.

## Le rose inglesi di David Austin

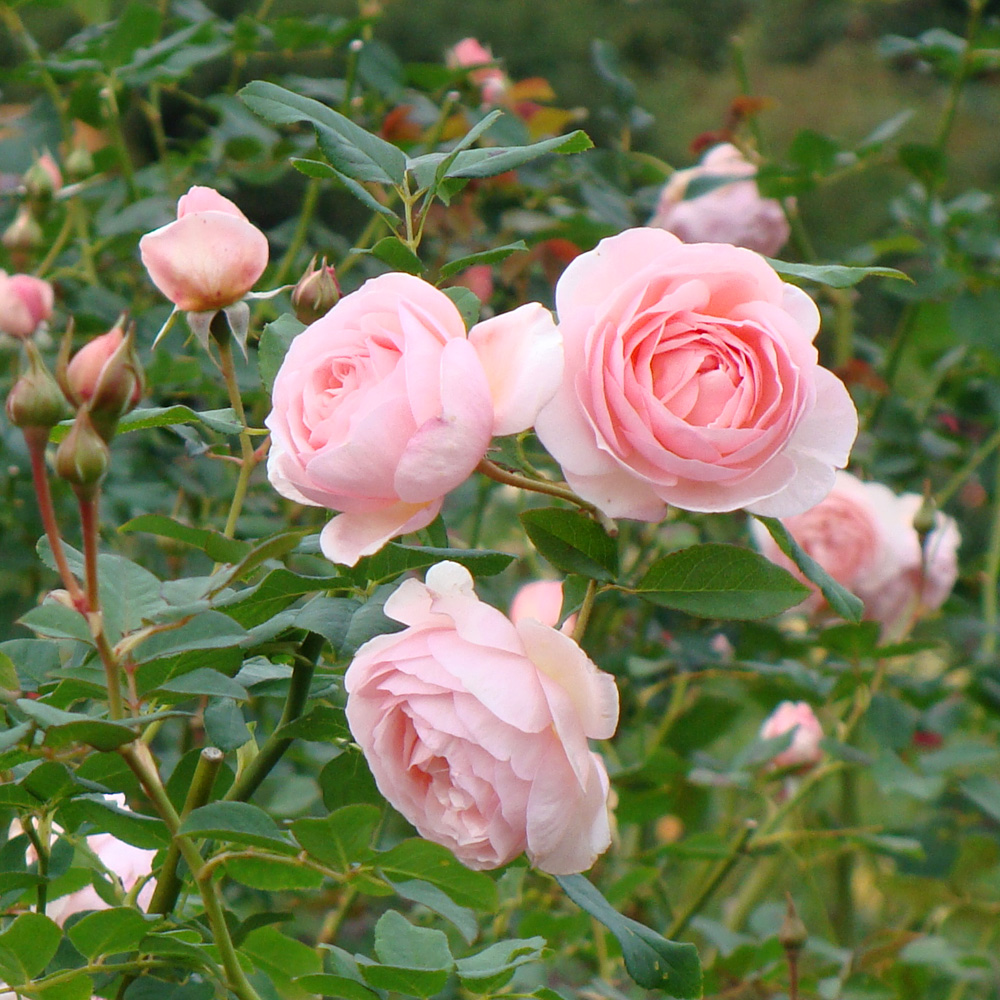
Ambridge Rose, David Austin 1983

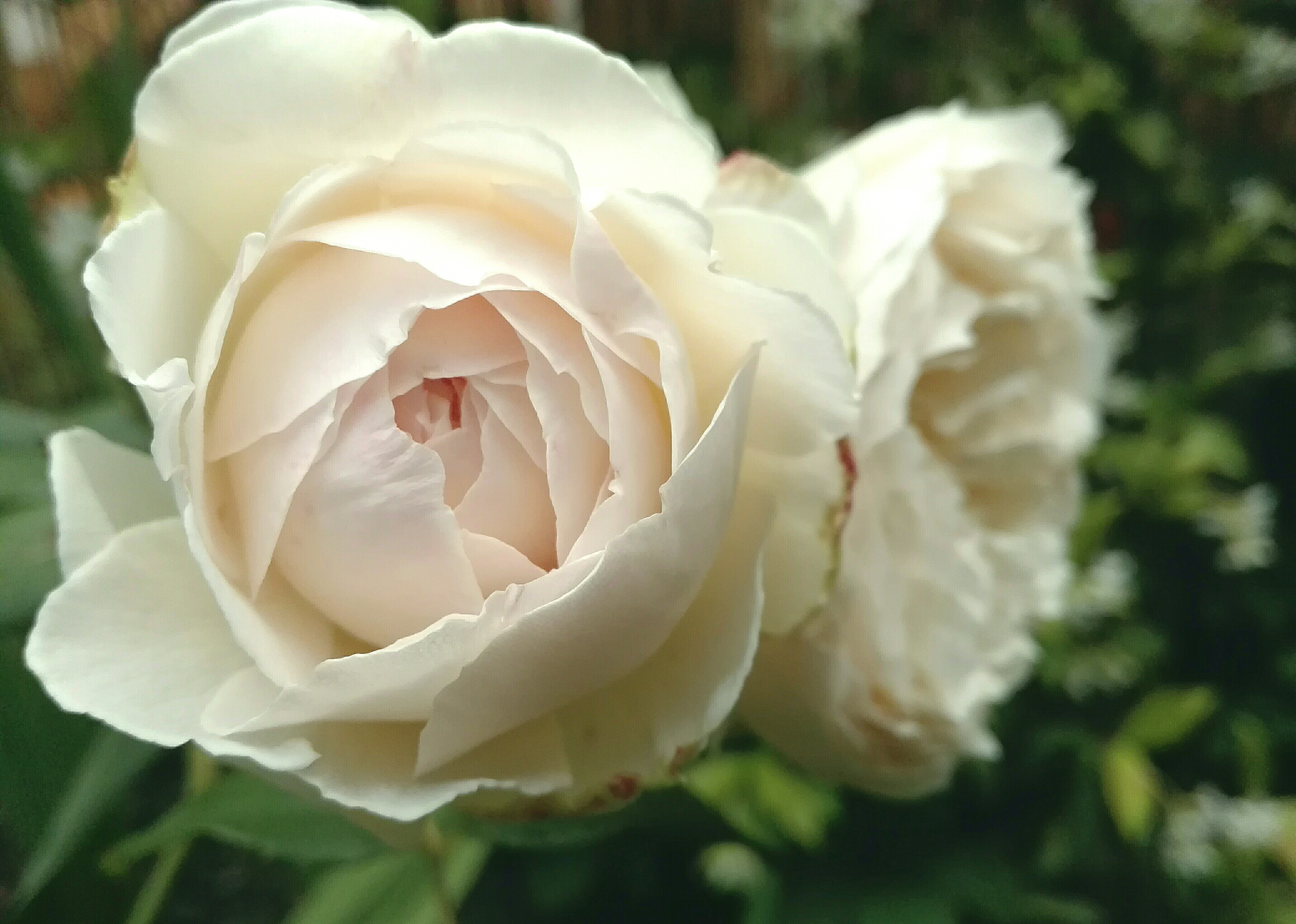
Claire Austin, David Austin, 2007

Le rose inglesi, apparse sul mercato negli anni Settanta, originano da incroci tra rose antiche e moderne. Il loro fascino deriva dal possedere la delicatezza e la grazia proprie delle rose antiche, insieme alla rifiorenza e alla varietà di colori tipica delle rose moderne. 
Fiore
Le corolle delle rose inglesi richiamano quello delle rose antiche: a forma di coppa o rosetta, con ricchezza di profumi e colori.
Fragranze
I profumi delle rose inglesi sono intensi e vari, alcune volte ricordano quello delle rose antiche, altre quello di tè, di muschio, di mirra o frutta. 
Fogliame
Le foglie presentano varie forme, misure e tonalità.
Arbusto
Alcune hanno un portamento eretto,  altre arcuato, con rami flessibili e ricadenti. Possono raggiungere un'altezza di 1,2-1,5 metri. Alcune varietà si prestano ad essere impiegate come rampicanti.
Uso
Possono essere impiegate in aiuole, in bordure miste o di sole rose e con uno spazio adeguato può essere creato un roseto, interamente o parzialmente composto da esse. Piantate in piccoli gruppi creano bordure o aiuole profumate e rifiorenti. Sono adatte alla creazione di composizioni con fiori dolcemente incurvati, poiché hanno un gambo meno rigido rispetto alla maggior parte delle rose moderne.
Lo sviluppo a cespuglio è adatto anche alla coltivazione in vaso.